# ハンス・アム・エンデ
ハンス・アム・エンデ（Hans am Ende、1864年12月31日 - 1918年7月9日）は、ドイツの画家。トリーア出身。
ヴォルプスヴェーデに住んでいた。

## 略歴
ラインラント＝プファルツ州のトリーアの牧師の息子に生まれた。ミュンヘン美術院で学んだ後、カールスルーエの美術学校でフェルディナント・ケラーに学んだ。ミュンヘンで知り合った画家のフリッツ・マッケンゼンの勧めで、マッケンゼンの住んでいたヴォルプスヴェーデにフリッツ・オーヴァーベック、オットー・モーダーゾーンが住むようになり、ヴォルプスヴェーデが芸術家村になるもとを作った。ヴォルプスヴェーデには後に、ハインリッヒ・フォーゲラー、パウル・ベッカーが移ってきた。画家たちは、質素な暮らしをしながら、印象派のスタイルで、湿地などの風景を描いた。1895年にブレーメンで住人の画家たちの展覧会を開き、好評を得、その後、ミュンヘンのガラス宮殿でも展覧会を開いた。
農家の庭に立てられたスタジオは後に美術館になった。地元の農家の娘と結婚した。第一次世界大戦が始まるとドイツ陸軍で働き、1918年に重傷を負った。その年53歳で死亡した。